# Сарвастивада
Вайбхашика (также сарвастивада, санскр. सर्वास्तिवादि; кит. трад. 說一切有郶, упр. 说一切有部, шоицею бу — «утверждающие всего и вся бытие») — философская школа буддизма, причисляемая  махаянистами к хинаяне, в настоящее время не имеет прямых последователей, хотя её труды активно используются во многих школах махаяны.
Название «Вайбхашика» произошло от трактата «Махавибхаша» (санскр. — «Великий комментарий»), написанного мыслителем Паршвой (сохранился только в китайском переводе). Другое название — сарвастивада (от санскритских слов сарва — «всё» и асти — «есть»), связано с тем, что её представители учили, что всё (то есть все дхармы, сарва дхарма) реально; все дхармы (прошлые, настоящие и будущие) реальны, и ничего более реального, чем дхармы, нет. Эта школа также утверждала, что дхармы обладают действительным онтологическим статусом (санскр. — дравья сат), будучи одновременно и условными единицами языка описания психофизического опыта, то есть опять-таки дхарм (санскр. — праджняпти сат).
Представители этой школы прежде всего занимались классификацией и описанием дхарм в контексте религиозной доктрины буддизма. Они также были и эпистемологическими реалистами, то есть не только признавали реальное существование внешнего мира вне воспринимающего сознания, но и утверждали его полную адекватность миру, воспринятому живыми существами и включенным в их сознание в качестве объектной стороны их опыта.
Важнейшим памятником этой школы является «Энциклопедия Абхидхармы» — «Абхидхармакоша» (V век), написанный великим буддийским мыслителем Васубандху (впоследствии — одним из основателей виджнянавады).
Среди критиков сарвастивады был также Нагарджуна, который категорически не принимал идею подобных атомов элементов в основе наблюдаемых явлений и теорию причинности вайбхашики.
На Дальнем Востоке философия сарвастивады представлена в  китайской школе Цзюйшэ-цзун и соответствующей японской школой Куся-сю, сосредоточенных на изучении «Абхидхармакоши», переведённой с санскрита на китайский Сюаньцзаном.